# Peter van Noord
Peter van Noord (3 febbraio 1963) è un ex cestista e allenatore di pallacanestro olandese.

## Carriera
Con i Paesi Bassi ha disputato i Campionati mondiali del 1986 e due edizioni dei Campionati europei (1985, 1987).